# Kivijärvi (Jukkasjärvi socken, Lappland, 753056-177809)
Kivijärvi är en sjö i Kiruna kommun i Lappland och ingår i Torneälvens huvudavrinningsområde. Sjön är 6,9 meter djup, har en yta på 0,378 kvadratkilometer och är belägen 315,1 meter över havet.

## Delavrinningsområde
Kivijärvi ingår i det delavrinningsområde (753033-177737) som SMHI kallar för Mynnar i Lainioälvens vattendragsyta. Medelhöjden är 316 meter över havet och ytan är 8,56 kvadratkilometer. Det finns inga avrinningsområden uppströms utan avrinningsområdet är högsta punkten. Vattendraget som avvattnar avrinningsområdet har biflödesordning 3, vilket innebär att vattnet flödar genom totalt 3 vattendrag innan det når havet efter 311 kilometer. Avrinningsområdet består mestadels av skog (57 procent) och sankmarker (21 procent). Avrinningsområdet har 1,63 kvadratkilometer vattenytor vilket ger det en sjöprocent på 19 procent.